# Саобраћајна трака
Саобраћајна трака је обележени уздужни део коловозне траке намењен за саобраћај једне колоне возила. Коловозну траку (уздужни део коловоза намењен за саобраћај возила у једном смеру) чини више саобраћајних трака.
Постоји више врста саобраћајних трака:
- бициклистичка трака — саобраћајна трака намењена искључиво за саобраћај бицикала, мопеда и лаких трицикала
- саобраћајна трака за спора возила — саобраћајна трака којом се морају кретати спора возила која се крећу брзином мањом од одређене да не би ометала саобраћај других возила
- зауставна трака — обележени уздужни део пута намењен искључиво за заустављање возила која се због непредвидивих разлога морају зауставити (неисправност, изненадна неспособност возача за управљање возилом и сл.)
- саобраћајна трака за укључивање — саобраћајна трака намењена за укључивање возила на пут
- саобраћајна трака за искључивање — саобраћајна трака намењена за искључивање возила са пута
- саобраћајна трака за возила јавног превоза путника — саобраћајна трака намењена искључиво за кретање возила јавног превоза путника и која може бити изграђена тако да се по њој могу кретати трамваји